# Leonard Goldberg
Leonard J. Goldberg (Nova Iorque, 24 de janeiro de 1933 — Los Angeles, 4 de dezembro de 2019) foi um produtor cinematográfico norte-americano.

## Filmografia
Ele foi produtor em todos os filmes, salvo indicação em contrário.

### Filmes
| Ano  | Filmes                                  | Crédito            |
| ---- | --------------------------------------- | ------------------ |
| 1974 | California Split                        | Produtor executivo |
| 1976 | Baby Blue Marine                        |                    |
| 1977 | The Bad News Bears in Breaking Training |                    |
| 1981 | All Night Long                          |                    |
| 1983 | WarGames                                | Produtor executivo |
| 1986 | SpaceCamp                               | Produtor executivo |
| 1991 | Sleeping with the Enemy                 |                    |
| 1992 | The Distinguished Gentleman             |                    |
| 1993 | Aspen Extreme                           |                    |
| 1999 | Double Jeopardy                         |                    |
| 2000 | Charlie's Angels                        |                    |
| 2003 | Charlie's Angels: Full Throttle         |                    |
| 2011 | Unknown                                 |                    |
| 2019 | Charlie's Angels                        | Produtor executivo |

Como ator
| Ano  | Filmes              | Personagem | Notas           |
| ---- | ------------------- | ---------- | --------------- |
| 2007 | The Underdog's Tale | Hank       | Direct-to-video |

### Televisão
| Ano     | Título                              | Créditos           | Notas         |
| ------- | ----------------------------------- | ------------------ | ------------- |
| 1972    | The Daughters of Joshua Cabe        | Produtor executivo | Filme para TV |
| 1972    | No Place to Run                     | Produtor executivo | Filme para TV |
| 1972    | Say Goodbye, Maggie Cole            |                    | Filme para TV |
| 1972    | The Bounty Man                      |                    | Filme para TV |
| 1972    | Home for the Holidays               | Produtor executivo | Filme para TV |
| 1972    | Every Man Needs One                 | Produtor executivo | Filme para TV |
| 1973    | A Cold Night's Death                | Produtor executivo | Filme para TV |
| 1973    | Snatched                            | Produtor executivo | Filme para TV |
| 1973    | The Great American Beauty Contest   | Produtor executivo | Filme para TV |
| 1973    | The Letters                         | Produtor executivo | Filme para TV |
| 1973    | The Bait                            | Produtor executivo | Filme para TV |
| 1973    | Satan's School for Girls            |                    | Filme para TV |
| 1973    | Hijack                              |                    | Filme para TV |
| 1973    | Letters from Three Lovers           |                    | Filme para TV |
| 1973    | The Affair                          | Produtor executivo | Filme para TV |
| 1974    | The Death Squad                     |                    | Filme para TV |
| 1974    | Firehouse                           | Produtor executivo |               |
| 1974    | Chopper One                         | Produtor executivo |               |
| 1974    | The Girl Who Came Gift-Wrapped      |                    | Filme para TV |
| 1974    | Cry Panic                           |                    | Filme para TV |
| 1974    | Savages                             |                    | Filme para TV |
| 1974    | Death Sentence                      |                    | Filme para TV |
| 1974    | Hit Lady                            |                    | Filme para TV |
| 1974    | Death Cruise                        |                    | Filme para TV |
| 1974    | Only with Married Men               | Produtor executivo | Filme para TV |
| 1974    | The Fireman's Ball                  | Produtor executivo | Filme para TV |
| 1975    | The Daughters of Joshua Cabe Return | Produtor executivo | Filme para TV |
| 1975    | The Fireman's Ball                  | Produtor executivo | Piloto        |
| 1975    | Murder on Flight 502                | Produtor executivo | Filme para TV |
| 1975    | The Legend of Valentino             |                    | Filme para TV |
| 1976    | One of My Wives Is Missing          | Produtor executivo | Filme para TV |
| 1976    | The New Daughters of Joshua Cabe    | Produtor executivo | Filme para TV |
| 1976    | Death at Love House                 | Produtor executivo | Filme para TV |
| 1976    | 33 Hours in the Life of God         |                    | Filme para TV |
| 1976    | The Sad and Lonely Sundays          | Produtor executivo | Filme para TV |
| 1976    | The Boy in the Plastic Bubble       | Produtor executivo | Filme para TV |
| 1972−76 | The Rookies                         | Produtor executivo |               |
| 1975−76 | S.W.A.T.                            | Produtor executivo |               |
| 1977    | Little Ladies of the Night          | Produtor executivo | Filme para TV |
| 1977    | Delta County, U.S.A.                | Produtor executivo | Filme para TV |
| 1979    | Beach Patrol                        | Produtor executivo | Filme para TV |
| 1975−79 | Starsky & Hutch                     | Produtor executivo |               |
| 1980    | When the Whistle Blows              | Produtor executivo |               |
| 1980    | Blue Jeans                          | Produtor executivo | Filme para TV |
| 1976−80 | Family                              | Produtor executivo |               |
| 1981    | This House Possessed                | Produtor executivo | Filme para TV |
| 1976−81 | Charlie's Angels                    | Produtor executivo |               |
| 1982    | Fantasies                           | Produtor executivo | Filme para TV |
| 1982    | Paper Dolls                         | Produtor executivo | Filme para TV |
| 1983    | Deadly Lessons                      | Produtor executivo | Filme para TV |
| 1982−83 | Gavilan                             | Produtor executivo |               |
| 1984    | Something About Amelia              | Produtor executivo | Filme para TV |
| 1984    | Sins of the Past                    | Produtor executivo | Filme para TV |
| 1984    | Paper Dolls                         | Produtor executivo |               |
| 1977−84 | Fantasy Island                      | Produtor executivo |               |
| 1979−84 | Hart to Hart                        | Produtor executivo |               |
| 1985    | Royal Match                         | Produtor executivo | Filme para TV |
| 1985    | Beverly Hills Cowgirl Blues         |                    | Filme para TV |
| 1986    | Alex: The Life of a Child           | Produtor executivo | Filme para TV |
| 1982−86 | T. J. Hooker                        | Produtor executivo |               |
| 1987    | Home                                | Produtor executivo | Filme para TV |
| 1988    | The Cavanaughs                      | Produtor executivo |               |
| 1993    | Class of '96                        | Produtor executivo |               |
| 1999    | Love Letters                        | Produtor executivo | Filme para TV |
| 2000    | Runaway Virus                       | Produtor executivo | Filme para TV |
| 2002    | Critical Assembly                   | Produtor executivo | Filme para TV |
| 2009    | Limelight                           | Produtor executivo | Filme para TV |
| 2011    | Charlie's Angels                    | Produtor executivo |               |
| 2018    | Untitled Paul Attanasio Project     | Produtor executivo | Piloto        |
| 2010−20 | Blue Bloods                         | Produtor executivo |               |